# Droga I/35 (Czechy)
Droga krajowa 35 (cz. Silnice I/35) – droga krajowa w Czechach, licząca ok. 333 km, co czyni ją drugą najdłuższą drogą krajową w kraju. Przecina 6 krajów: liberecki, hradecki, pardubicki, ołomuniecki, morawsko-śląski i zliński. Na całej długości jest fragmentem szlaku E442.